# آمیا اسکات
آمیا اسکات (به انگلیسی: Amiyah Scott)(زاده ۱۱ ژانویهٔ ۱۹۸۸) بازیگر، مدل، پدیدآور آمریکایی است.
او یک زن ترنس است.